# 2011 SL25
2011 SL25 — астероид, вероятный троянский астероид Марса, обращающийся вблизи точки Лагранжа L5.

## Обнаружение, орбита, физические свойства
2011 SL25 был обнаружен 21 сентября 2011 года в обсерватории Alianza S4 в Аргентине, Центр малых планет определил, что орбита астероида пересекает орбиту Марса. Орбита объекта довольно вытянутая, эксцентриситет равен 0,11, большая полуось равна 1,52 а.е. Наклон орбиты астероида является достаточно большим  (21,5°). Первоначальная орбита была известна с невысокой точностью и определена по 76 наблюдениям на протяжении 42 дней; улучшена орбита была в январе 2014 года. 2011 SL25 обладает абсолютной звёздной величиной 19,5, что соответствует характерному диаметру 575 м.

## Предполагаемый троянец Марса, эволюция орбиты
Недавние вычисления показали, что данный объект является устойчивым троянским астероидом Марса, период либрации вокруг точки L5 составляет 1400 лет, амплитуда равна 18°. Данные значения сопоставимы с параметрами для астероида (5261) Эврика.

## Возникновение
Длительное численное интегрирование показало, что орбита объекта устойчива на масштабах времени порядка миллиардов лет. Вероятно, орбита устойчива для времени около 4,5 млрд лет, но современная орбита показывает, что астероид не был компаньоном Марса на протяжении всей эволюции Солнечной системы до нашего времени.